# Hymendorf

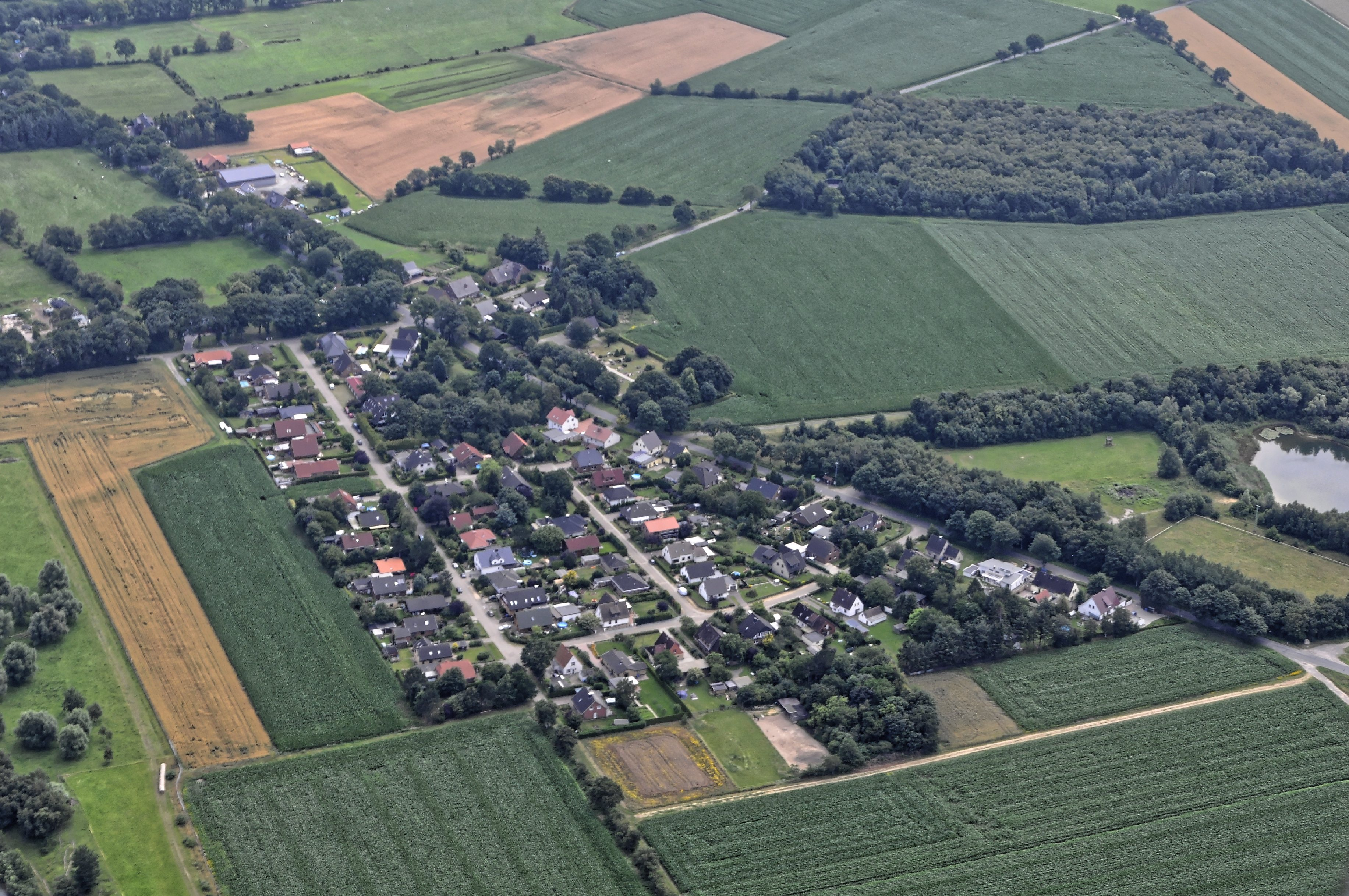
Hymendorf von oben

Hymendorf (niederdeutsch Hemendörp) ist eine Ortschaft in der Stadt Geestland im niedersächsischen Landkreis Cuxhaven.

## Geografie
|          | Neuenwalde                                  |            |
| Sievern  | Kompassrose, die auf Nachbargemeinden zeigt | Flögeln    |
| Debstedt |                                             | Drangstedt |

(Quelle:)

## Geschichte
Die Moorkolonie wurde 1829 im Hymenmoor zwischen Debstedt, Drangstedt und Neuenwalde vom Amt Bederkesa gegründet. Um das heute rund vier Kilometer lange Dorf im Moor zu erschließen, wurden geradlinige Wege und Kanäle angelegt. 1840 bekam Hymendorf den Status einer Landgemeinde und gehörte nach wie vor bis 1859 zum Amt Bederkesa. Anschließend waren von 1859 bis 1885 das Amt Lehe, von 1885 bis 1932 der Kreis Lehe sowie von 1932 bis 1977 der Landkreis Wesermünde für höhere Verwaltungsaufgaben zuständig.
Die Gemeinde Hymendorf schloss sich 1971 als Mitgliedsgemeinde der Samtgemeinde Neuenwalde an, bevor die kommunale Selbständigkeit wegen der Gebietsreform in Niedersachsen, die am 1. März 1974 in Kraft trat, enden musste, als sie Teil von Langen wurde. Langen wiederum schloss sich zum 1. Januar 2015 mit den Gemeinden der Samtgemeinde Bederkesa zur neuen Stadt Geestland zusammen.
Einwohnerentwicklung
| Jahr      | 1910  | 1925  | 1933  | 1939  | 1950  | 1956  | 1973  | 2017  |
| --------- | ----- | ----- | ----- | ----- | ----- | ----- | ----- | ----- |
| Einwohner | 289   | 295   | 313   | 299   | 471   | 413   | 425   | 499 ¹ |
| Quelle    | [ 6 ] | [ 7 ] | [ 7 ] | [ 7 ] | [ 8 ] | [ 8 ] | [ 1 ] |       |

¹ laut Infobox
|  |

## Politik

### Ortsrat
Der Ortsrat von Hymendorf setzt sich aus fünf Ratsmitgliedern zusammen, die durch eine Kommunalwahl für jeweils fünf Jahre gewählt werden. Die aktuelle Amtszeit begann am 1. November 2021 und endet am 31. Oktober 2026.
Aus den Ergebnissen der vergangenen Ortsratswahlen ergaben sich folgende Sitzverteilungen:
| Wahljahr | CDU | SPD | Gesamt  |
| -------- | --- | --- | ------- |
| 2021     | 3   | 2   | 5 Sitze |
| 2016     | 3   | 2   | 5 Sitze |

### Ortsbürgermeister
Der Ortsbürgermeister von Hymendorf ist Günther Eggers (CDU). Sein Stellvertreter ist Cord Lütjens (CDU).

### Wappen
Der Entwurf des Kommunalwappens von Hymendorf stammt von dem Heraldiker und Wappenmaler Albert de Badrihaye, der zahlreiche Wappen im Landkreis Cuxhaven erschaffen hat. Das Wappen wurde am 30. Dezember 1963 mit Zustimmung des Niedersächsischen Staatsarchivs vom Regierungspräsidenten in Stade genehmigt.
| Wappen von Hymendorf | Blasonierung: „In Blau ein silberner Moorspaten in schräglinker Stellung, rechts oben und links unten begleitet von einer goldenen Biene.“                                                                                         |
| Wappen von Hymendorf | Wappenbegründung: Die Gemeinde ist 1829 als Moorsiedlung entstanden. Der Moorspaten weist darauf hin. Die Bienen sind eine Anspielung auf den Namen (Hymen = Immen) und erinnern an die früher in der Gemeinde betriebene Imkerei. |

## Kultur und Sehenswürdigkeiten
Bauwerke
- Wohn- und Wirtschaftsgebäude Hymendorfer Straße 77 von um 1880
- Wohn- und Wirtschaftsgebäude Hymendorfer Straße 101 von um 1870
- Detailgetreue Nachbildung einer alten Moorkate

## Wirtschaft und Infrastruktur
Verkehr
Der öffentliche Personennahverkehr wird mit der VBN-Buslinie 543 in Richtung Debstedt und Bad Bederkesa sichergestellt. Das Anruf-Sammel-Taxi (AST) ergänzt das Angebot.